# NGC 5307
NGC 5307 es una nebulosa planetaria de magnitud aparente 11,2 situada en la constelación de Centaurus. Se encuentra a unos 10 000 años luz de distancia de la Tierra. La velocidad de expansión de la nebulosa es muy baja, en torno a 15 km/s.
La imagen de NGC 5307 tomada por el telescopio espacial Hubble permite ver su estructura en molinete o espiral. La nebulosa es marcadamente simétrica: cada bolsa visible de gas en la zona superior de la imagen tiene su contrapartida en la zona inferior. Se piensa que una nebulosa planetaria espiral se forma por una enana blanca existente en su centro que expulsa chorros de gas simétricos a gran velocidad.
El estudio de la abundancia de distintos elementos químicos en la nebulosa ha mostrado que los contenidos de hidrógeno, helio, carbono y oxígeno son prácticamente independientes de la temperatura. Por el contrario, las abundancias de nitrógeno, neón, azufre, cloro y argón  -en relación con el contenido de hidrógeno- dependen en gran medida de la estructura de temperatura de la nebulosa. Su composición química indica que la fusión nuclear en la estrella central no ha ido más allá de una conversión parcial de carbono en nitrógeno. En concreto, la relación helio/hidrógeno es muy similar a la existente en el medio interestelar cuando se formó la estrella progenitora.